# 夸特雷通达
夸特雷通达，是西班牙巴伦西亚自治区巴伦西亚省的一个市镇。总面积43平方公里，总人口2538人（2001年），人口密度59人/平方公里。